# ساول غونزاليس هيريرا
ساول غونزاليس هيريرا (بالإسبانية: Saúl González Herrera)‏ هو سياسي مكسيكي، ولد في 14 نوفمبر 1915 في المكسيك، وتوفي في 22 أكتوبر 2006 في تشيهواهوا في المكسيك. حزبياً، نشط في الحزب الثوري المؤسساتي. وقد انتخب عضو مجلس الشيوخ من المكسيك.